# José Luis Chávez
Pour les articles homonymes, voir Chávez.
José Luis Chávez Sánchez, né le 18 mai 1986 à Santa Cruz de la Sierra, est un footballeur international bolivien qui évolue au poste de milieu de terrain.